# جام جهانی فوتبال ۱۹۹۸
شانزدهمین دوره جام جهانی فوتبال از تاریخ ۱۱ ژوئن تا ۱۲ ژوئیه سال ۱۹۹۸ در کشور فرانسه برگزار شد. 
این دوره از بازی‌ها با قهرمانی تیم ملی فوتبال فرانسه پایان گرفت که برزیل را در بازی پایانی با نتیجه ۳ به ۰ شکست داد. فرانسه توانست برای نخستین بار به قهرمانی این رقابت‌ها دست یابد و هفتمین کشوری باشد که تا آن زمان موفق به کسب این عنوان شده‌است. 
این جام جهانی یکی از بحث انگیزترین رقابت‌هایی برگزار شده تا آن زمان شد. واگذاری میزبانی به فرانسه در ازای دریافت رشوه، (بعد از برگزاری جام حدوداً ۷ نفر از اعضای عالی‌رتبه فیفا و یوفا بابت فساد مالی، یا برکنار شدند یا با محکومیت‌های شدید راهی زندان شدند از جمله رئیس فیفا و رئیس فرانسوی یوفا) مشکل جسمی نا مشخص و نگران کننده برای ستاره برزیلی (رونالدو) جام یک روز قبل از بازی فینال پس از صرف غذا در هتل که سبب تشنج و بیهوشی طولانی مدت او شد و البته درخشش زیدان، در نهایت بازی فینالی که برزیلی‌های بهت زده فقط تماشاگر آن بودند بیشتر به نمایش فوتبال شبیه بود تا مسابقه فینال. البته جام به پایان رسید و در تاریخ جام جهانی تنها گزارش اولین قهرمانی فرانسه در آن قید شد.

## انتخاب میزبان
کشور فرانسه در در ۲ ژوئیه ۱۹۹۲ توسط کمیته اجرایی فیفا طی یک نشست عمومی در زوریخ، سوئیس به‌عنوان میزبان جام جهانی فوتبال ۱۹۹۸ انتخاب شد، در این نشست فرانسه با ۱۲ رای در مقابل ۷ رای کشور مراکش میزبانی این دوره را از جام جهانی را به‌دست‌آورد.

## ورزشگاه‌های برگزاری
ده ورزشگاه برای برگزاری این بازی‌ها به کار گرفته شد:
| سن دنی                                                                | مارسی                                                                                        | پاریس                                                                                        | لیون                                                                                         |
| --------------------------------------------------------------------- | -------------------------------------------------------------------------------------------- | -------------------------------------------------------------------------------------------- | -------------------------------------------------------------------------------------------- |
| ورزشگاه استاد دو فرانس                                                | ورزشگاه ولودروم                                                                              | ورزشگاه پارک ده پرنس                                                                         | ورزشگاه ژرلان                                                                                |
| ۴۸°۵۵′۲۸″ شمالی ۲°۲۱′۳۶″ شرقی / ۴۸٫۹۲۴۴۴°شمالی ۲٫۳۶۰۰۰°شرقی           | ۴۳°۱۶′۱۱″ شمالی ۵°۲۳′۴۵″ شرقی / ۴۳٫۲۶۹۷۲°شمالی ۵٫۳۹۵۸۳°شرقی                                  | ۴۸°۵۰′۲۹″ شمالی ۲°۱۵′۱۱″ شرقی / ۴۸٫۸۴۱۳۹°شمالی ۲٫۲۵۳۰۶°شرقی                                  | ۴۵°۴۳′۲۶″ شمالی ۴°۴۹′۵۶″ شرقی / ۴۵٫۷۲۳۸۹°شمالی ۴٫۸۳۲۲۲°شرقی                                  |
| ظرفیت: ۸۰٬۰۰۰                                                         | ظرفیت: ۶۰٬۰۰۰                                                                                | ظرفیت: ۴۸٬۸۷۵                                                                                | ظرفیت: ۴۴٬۰۰۰                                                                                |
|                                                                       |                                                                                              |                                                                                              |                                                                                              |
| لان، پدو کله                                                          | سن دنیمارسیپاریسلان، پدو کلهلیوننانتتولوزسن-اتینبوردومون‌پلیهجام جهانی فوتبال ۱۹۹۸ (فرانسه) · | سن دنیمارسیپاریسلان، پدو کلهلیوننانتتولوزسن-اتینبوردومون‌پلیهجام جهانی فوتبال ۱۹۹۸ (فرانسه) · | سن دنیمارسیپاریسلان، پدو کلهلیوننانتتولوزسن-اتینبوردومون‌پلیهجام جهانی فوتبال ۱۹۹۸ (فرانسه) · |
| ورزشگاه بولارت دللیس                                                  | سن دنیمارسیپاریسلان، پدو کلهلیوننانتتولوزسن-اتینبوردومون‌پلیهجام جهانی فوتبال ۱۹۹۸ (فرانسه) · | سن دنیمارسیپاریسلان، پدو کلهلیوننانتتولوزسن-اتینبوردومون‌پلیهجام جهانی فوتبال ۱۹۹۸ (فرانسه) · | سن دنیمارسیپاریسلان، پدو کلهلیوننانتتولوزسن-اتینبوردومون‌پلیهجام جهانی فوتبال ۱۹۹۸ (فرانسه) · |
| ۵۰°۲۵′۵۸٫۲۶″ شمالی ۲°۴۸′۵۳٫۴۷″ شرقی / ۵۰٫۴۳۲۸۵۰۰°شمالی ۲٫۸۱۴۸۵۲۸°شرقی | سن دنیمارسیپاریسلان، پدو کلهلیوننانتتولوزسن-اتینبوردومون‌پلیهجام جهانی فوتبال ۱۹۹۸ (فرانسه) · | سن دنیمارسیپاریسلان، پدو کلهلیوننانتتولوزسن-اتینبوردومون‌پلیهجام جهانی فوتبال ۱۹۹۸ (فرانسه) · | سن دنیمارسیپاریسلان، پدو کلهلیوننانتتولوزسن-اتینبوردومون‌پلیهجام جهانی فوتبال ۱۹۹۸ (فرانسه) · |
| ظرفیت: ۴۱٬۳۰۰                                                         | سن دنیمارسیپاریسلان، پدو کلهلیوننانتتولوزسن-اتینبوردومون‌پلیهجام جهانی فوتبال ۱۹۹۸ (فرانسه) · | سن دنیمارسیپاریسلان، پدو کلهلیوننانتتولوزسن-اتینبوردومون‌پلیهجام جهانی فوتبال ۱۹۹۸ (فرانسه) · | سن دنیمارسیپاریسلان، پدو کلهلیوننانتتولوزسن-اتینبوردومون‌پلیهجام جهانی فوتبال ۱۹۹۸ (فرانسه) · |
|                                                                       | سن دنیمارسیپاریسلان، پدو کلهلیوننانتتولوزسن-اتینبوردومون‌پلیهجام جهانی فوتبال ۱۹۹۸ (فرانسه) · | سن دنیمارسیپاریسلان، پدو کلهلیوننانتتولوزسن-اتینبوردومون‌پلیهجام جهانی فوتبال ۱۹۹۸ (فرانسه) · | سن دنیمارسیپاریسلان، پدو کلهلیوننانتتولوزسن-اتینبوردومون‌پلیهجام جهانی فوتبال ۱۹۹۸ (فرانسه) · |
| نانت                                                                  | سن دنیمارسیپاریسلان، پدو کلهلیوننانتتولوزسن-اتینبوردومون‌پلیهجام جهانی فوتبال ۱۹۹۸ (فرانسه) · | سن دنیمارسیپاریسلان، پدو کلهلیوننانتتولوزسن-اتینبوردومون‌پلیهجام جهانی فوتبال ۱۹۹۸ (فرانسه) · | سن دنیمارسیپاریسلان، پدو کلهلیوننانتتولوزسن-اتینبوردومون‌پلیهجام جهانی فوتبال ۱۹۹۸ (فرانسه) · |
| ورزشگاه استاد دو لا بوژوار                                            | سن دنیمارسیپاریسلان، پدو کلهلیوننانتتولوزسن-اتینبوردومون‌پلیهجام جهانی فوتبال ۱۹۹۸ (فرانسه) · | سن دنیمارسیپاریسلان، پدو کلهلیوننانتتولوزسن-اتینبوردومون‌پلیهجام جهانی فوتبال ۱۹۹۸ (فرانسه) · | سن دنیمارسیپاریسلان، پدو کلهلیوننانتتولوزسن-اتینبوردومون‌پلیهجام جهانی فوتبال ۱۹۹۸ (فرانسه) · |
| ۴۷°۱۵′۲۰٫۲۷″ شمالی ۱°۳۱′۳۱٫۳۵″ غربی / ۴۷٫۲۵۵۶۳۰۶°شمالی ۱٫۵۲۵۳۷۵۰°غربی | سن دنیمارسیپاریسلان، پدو کلهلیوننانتتولوزسن-اتینبوردومون‌پلیهجام جهانی فوتبال ۱۹۹۸ (فرانسه) · | سن دنیمارسیپاریسلان، پدو کلهلیوننانتتولوزسن-اتینبوردومون‌پلیهجام جهانی فوتبال ۱۹۹۸ (فرانسه) · | سن دنیمارسیپاریسلان، پدو کلهلیوننانتتولوزسن-اتینبوردومون‌پلیهجام جهانی فوتبال ۱۹۹۸ (فرانسه) · |
| ظرفیت: ۳۹٬۵۰۰                                                         | سن دنیمارسیپاریسلان، پدو کلهلیوننانتتولوزسن-اتینبوردومون‌پلیهجام جهانی فوتبال ۱۹۹۸ (فرانسه) · | سن دنیمارسیپاریسلان، پدو کلهلیوننانتتولوزسن-اتینبوردومون‌پلیهجام جهانی فوتبال ۱۹۹۸ (فرانسه) · | سن دنیمارسیپاریسلان، پدو کلهلیوننانتتولوزسن-اتینبوردومون‌پلیهجام جهانی فوتبال ۱۹۹۸ (فرانسه) · |
|                                                                       | سن دنیمارسیپاریسلان، پدو کلهلیوننانتتولوزسن-اتینبوردومون‌پلیهجام جهانی فوتبال ۱۹۹۸ (فرانسه) · | سن دنیمارسیپاریسلان، پدو کلهلیوننانتتولوزسن-اتینبوردومون‌پلیهجام جهانی فوتبال ۱۹۹۸ (فرانسه) · | سن دنیمارسیپاریسلان، پدو کلهلیوننانتتولوزسن-اتینبوردومون‌پلیهجام جهانی فوتبال ۱۹۹۸ (فرانسه) · |
| تولوز                                                                 | سن-اتین                                                                                      | بوردو                                                                                        | مون‌پلیه                                                                                      |
| ورزشگاه مونیسیپال                                                     | ورزشگاه جئوفروی گویچارد                                                                      | ورزشگاه شابان-دلمس                                                                           | ورزشگاه استاد دو لا موسون                                                                    |
| ۴۳°۳۴′۵۹٫۹۳″ شمالی ۱°۲۶′۲٫۵۷″ شرقی / ۴۳٫۵۸۳۳۱۳۹°شمالی ۱٫۴۳۴۰۴۷۲°شرقی  | ۴۵°۲۷′۳۸٫۷۶″ شمالی ۴°۲۳′۲۴٫۴۲″ شرقی / ۴۵٫۴۶۰۷۶۶۷°شمالی ۴٫۳۹۰۱۱۶۷°شرقی                        | ۴۴°۴۹′۴۵″ شمالی ۰°۳۵′۵۲″ غربی / ۴۴٫۸۲۹۱۷°شمالی ۰٫۵۹۷۷۸°غربی                                  | ۴۳°۳۷′۱۹٫۸۵″ شمالی ۳°۴۸′۴۳٫۲۸″ شرقی / ۴۳٫۶۲۲۱۸۰۶°شمالی ۳٫۸۱۲۰۲۲۲°شرقی                        |
| ظرفیت: ۳۷٬۰۰۰                                                         | ظرفیت: ۳۶٬۰۰۰                                                                                | ظرفیت: ۳۵٬۲۰۰                                                                                | ظرفیت: ۳۴٬۰۰۰                                                                                |
|                                                                       |                                                                                              |                                                                                              |                                                                                              |

## تیم‌ها

### تیم‌های حاضر

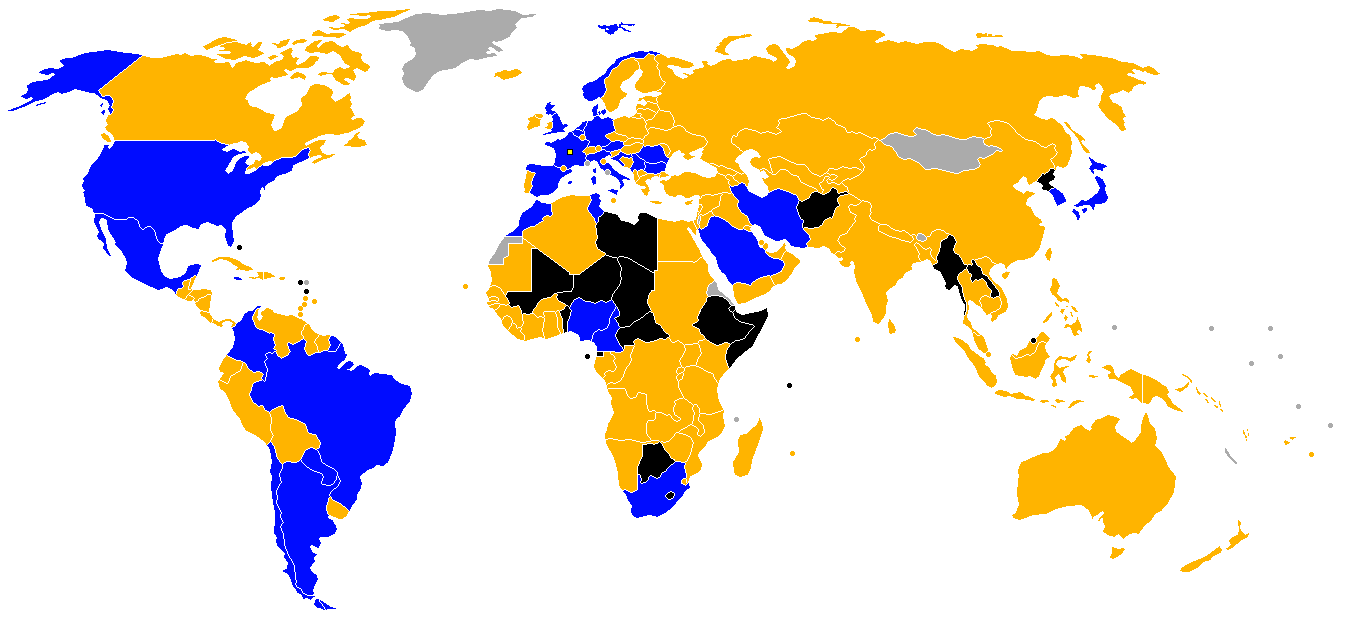

- تیم‌های حاضر بر اساس قاره

| آسیا (۴) - ایران (۴۲) - ژاپن (51) - عربستان سعودی (64) - کرهٔ جنوبی (45) آفریقا (۵) - کامرون (49) - مراکش (13) - نیجریه (74) - آفریقای جنوبی (24) - تونس (21) اقیانوسیه (۰) - بدون نماینده | کونکاکاف (۳) - جامائیکا (30) - مکزیک (11) - ایالات متحده آمریکا (14) آمریکای جنوبی (۵) - آرژانتین (6) - برزیل (1) - شیلی (9) - کلمبیا (10) - پاراگوئه (29) | اروپا (۱۵) - اتریش (31) - بلژیک (36) - بلغارستان (35) - کرواسی (19) - دانمارک (27) - انگلستان (5) - فرانسه (18) (میزبان) - آلمان (2) - ایتالیا (3) - هلند (25) - نروژ (7) - رومانی (22) - اسکاتلند (41) - اسپانیا (4) - یوگسلاوی (8) |  |

### ترکیب تیم‌ها
براساس دستورالعمل فیفا تیم‌های حاضر در جام جهانی ۱۹۹۸ باید تا ۱ ژوئن ۱۹۹۸ فهرست ۲۲ بازیکن را به فیفا اعلام کنند. از ۷۰۴ بازیکن شرکت کننده در این دوره از جام جهانی، ۴۴۷ بازیکن در باشگاه‌های اروپایی حضور داشتند. ۹۰ بازیکن در آسیا، ۶۷ بازیکن در آمریکای جنوبی، ۶۱ بازیکن در آمریکای شمالی و مرکزی و ۳۷ بازیکن در آفریقا مشغول به بازی بوده‌اند.

## قرعه‌کشی
قرعه‌کشی جام جهانی فوتبال ۱۹۹۸ درٰ روز پنج‌شنبه ۴ دسامبر ۱۹۹۷ (۱۳ آذر ۱۳۷۶) در ورزشگاه استاده ولودروم، ورزشگاه خانگی تیم المپیک مارسی در مارسی، فرانسه برگزار شد. این قرعه‌کشی، گروه‌بندی ۳۲ تیم ملی واجد شرایط را انجام داد و چیدمان مرحله گروهی را تعیین کرد. در این دوره نیز برزیل به عنوان قهرمان دوره قبل در گروه اول و برگزار کننده بازی افتتاحیه درنظر گرفته شده بود.
سال‌ها بعد میشل پلاتینی، رئیس وقت یوفا در یک اظهار نظر جنجالی اظهار کرد که در قرعه‌کشی مرحله گروهی جام‌جهانی ۱۹۹۸، با اندکی تقلب در صدد آن بودند تا علاوه بر تسهیل شرایط برای تیم میزبان، شانس برخورد این تیم و برزیل را در فینال افزایش دهند.

### سیدبندی
| سید A تیم‌های برتر سیدبندی (مدافع قهرمانی + میزبان + ۶ تیم برتر سیدبندی)                                                                  | سید B اروپا                                                                            | سید C آسیا و آمریکای جنوبی                                            | سید D آفریقا و آمریکای شمالی                                                              |
| --- | -------------------------------------------------------------------------------------- | --------------------------------------------------------------------- | ----------------------------------------------------------------------------------------- |
| - برزیل (1994 winner, group A1) - فرانسه (host, group C1) - آلمان (1) - ایتالیا (3) - اسپانیا (4) - آرژانتین (5) - رومانی (6) - هلند (7) | - اتریش - بلژیک - بلغارستان - کرواسی - دانمارک - انگلستان - اسکاتلند - یوگسلاوی - نروژ | - شیلی - کلمبیا - ایران - ژاپن - پاراگوئه - عربستان سعودی - کرهٔ جنوبی | - کامرون - جامائیکا - مکزیک - مراکش - نیجریه - آفریقای جنوبی - تونس - ایالات متحده آمریکا |

## مرحله گروهی

### گروه A
| رتبه | تیم      | بازی | برد | مساوی | باخت | گل زده | گل خورده | گل تفاضل | امتیاز | صلاحیت |
| ---- | -------- | ---- | --- | ----- | ---- | ------ | -------- | -------- | ------ | ------ |
| ۱    | برزیل    | ۳    | ۲   | ۰     | ۱    | ۶      | ۳        | ۳+       | ۶      | صعود   |
| ۲    | نروژ     | ۳    | ۱   | ۲     | ۰    | ۵      | ۴        | ۱+       | ۵      | صعود   |
| ۳    | مراکش    | ۳    | ۱   | ۱     | ۱    | ۵      | ۵        | ۰        | ۴      |        |
| ۴    | اسکاتلند | ۳    | ۰   | ۱     | ۲    | ۲      | ۶        | ۴−       | ۱      |        |

| ۱۰ ژوئن ۱۹۹۸ |     |          |                                           |
| برزیل        | 2–1 | اسکاتلند | ورزشگاه استاد دو فرانس، سن-دنی، سن-سن-دنی |
| مراکش        | 2–2 | نروژ     | ورزشگاه استاد دو لا موسون، مون‌پلیه        |
| ۱۶ ژوئن ۱۹۹۸ |     |          |                                           |
| اسکاتلند     | 1–1 | نروژ     | ورزشگاه شابان-دلمس، بوردو                 |
| برزیل        | 3–0 | مراکش    | ورزشگاه استاد دو لا بوژوار، نانت          |
| ۲۳ ژوئن ۱۹۹۸ |     |          |                                           |
| برزیل        | 1–2 | نروژ     | ورزشگاه ولودروم، مارسی                    |
| اسکاتلند     | 0–3 | مراکش    | ورزشگاه ژوفروا-گیشار، سن-اتین             |

### گروه B
| رتبه | تیم     | بازی | برد | مساوی | باخت | گل زده | گل خورده | گل تفاضل | امتیاز | صلاحیت |
| ---- | ------- | ---- | --- | ----- | ---- | ------ | -------- | -------- | ------ | ------ |
| ۱    | ایتالیا | ۳    | ۲   | ۱     | ۰    | ۷      | ۳        | ۴+       | ۷      | صعود   |
| ۲    | شیلی    | ۳    | ۰   | ۳     | ۰    | ۴      | ۴        | ۰        | ۳      | صعود   |
| ۳    | اتریش   | ۳    | ۰   | ۲     | ۱    | ۳      | ۴        | ۱−       | ۲      |        |
| ۴    | کامرون  | ۳    | ۰   | ۲     | ۱    | ۲      | ۵        | ۳−       | ۲      |        |

| ۱۱ ژوئن ۱۹۹۸ |     |        |                                           |
| ایتالیا      | 2–2 | شیلی   | ورزشگاه شابان-دلمس، بوردو                 |
| کامرون       | 1–1 | اتریش  | ورزشگاه تولوز، تولوز                      |
| ۱۷ ژوئن ۱۹۹۸ |     |        |                                           |
| شیلی         | 1–1 | اتریش  | ورزشگاه ژوفروا-گیشار، سن-اتین             |
| ایتالیا      | 3–0 | کامرون | ورزشگاه استاد دو لا موسون، مون‌پلیه        |
| ۲۳ ژوئن ۱۹۹۸ |     |        |                                           |
| ایتالیا      | 2–1 | اتریش  | ورزشگاه استاد دو فرانس، سن-دنی، سن-سن-دنی |
| شیلی         | 1–1 | کامرون | ورزشگاه استاد دو لا بوژوار، نانت          |

### گروه C
| رتبه | تیم           | بازی | برد | مساوی | باخت | گل زده | گل خورده | گل تفاضل | امتیاز | صلاحیت |
| ---- | ------------- | ---- | --- | ----- | ---- | ------ | -------- | -------- | ------ | ------ |
| ۱    | فرانسه (H)    | ۳    | ۳   | ۰     | ۰    | ۹      | ۱        | ۸+       | ۹      | صعود   |
| ۲    | دانمارک       | ۳    | ۱   | ۱     | ۱    | ۳      | ۳        | ۰        | ۴      | صعود   |
| ۳    | آفریقای جنوبی | ۳    | ۰   | ۲     | ۱    | ۳      | ۶        | ۳−       | ۲      |        |
| ۴    | عربستان سعودی | ۳    | ۰   | ۱     | ۲    | ۲      | ۷        | ۵−       | ۱      |        |

| ۱۲ ژوئن ۱۹۹۸  |     |               |                                           |
| عربستان سعودی | 0–1 | دانمارک       | ورزشگاه بولارت-دللیس، لانس                |
| فرانسه        | 3–0 | آفریقای جنوبی | ورزشگاه ولودروم، مارسی                    |
| ۱۸ ژوئن ۱۹۹۸  |     |               |                                           |
| آفریقای جنوبی | 1–1 | دانمارک       | ورزشگاه تولوز، تولوز                      |
| فرانسه        | 4–0 | عربستان سعودی | ورزشگاه استاد دو فرانس، سن-دنی، سن-سن-دنی |
| ۲۴ ژوئن ۱۹۹۸  |     |               |                                           |
| فرانسه        | 2–1 | دانمارک       | ورزشگاه ژرلان، لیون                       |
| آفریقای جنوبی | 2–2 | عربستان سعودی | ورزشگاه شابان-دلمس، بوردو                 |

### گروه D
| رتبه | تیم       | بازی | برد | مساوی | باخت | گل زده | گل خورده | گل تفاضل | امتیاز | صلاحیت |
| ---- | --------- | ---- | --- | ----- | ---- | ------ | -------- | -------- | ------ | ------ |
| ۱    | نیجریه    | ۳    | ۲   | ۰     | ۱    | ۵      | ۵        | ۰        | ۶      | صعود   |
| ۲    | پاراگوئه  | ۳    | ۱   | ۲     | ۰    | ۳      | ۱        | ۲+       | ۵      | صعود   |
| ۳    | اسپانیا   | ۳    | ۱   | ۱     | ۱    | ۸      | ۴        | ۴+       | ۴      |        |
| ۴    | بلغارستان | ۳    | ۰   | ۱     | ۲    | ۱      | ۷        | ۶−       | ۱      |        |

| ۱۲ ژوئن ۱۹۹۸ |     |           |                                    |
| پاراگوئه     | 0–0 | بلغارستان | ورزشگاه استاد دو لا موسون، مون‌پلیه |
| ۱۳ ژوئن ۱۹۹۸ |     |           |                                    |
| اسپانیا      | 2–3 | نیجریه    | ورزشگاه استاد دو لا بوژوار، نانت   |
| ۱۹ ژوئن ۱۹۹۸ |     |           |                                    |
| نیجریه       | 1–0 | بلغارستان | ورزشگاه پارک د پرنس، پاریس         |
| اسپانیا      | 0–0 | پاراگوئه  | ورزشگاه ژوفروا-گیشار، سن-اتین      |
| ۲۴ ژوئن ۱۹۹۸ |     |           |                                    |
| نیجریه       | 1–3 | پاراگوئه  | ورزشگاه تولوز، تولوز               |
| اسپانیا      | 6–1 | بلغارستان | ورزشگاه بولارت-دللیس، لانس         |

### گروه E
| رتبه | تیم       | بازی | برد | مساوی | باخت | گل زده | گل خورده | گل تفاضل | امتیاز | صلاحیت |
| ---- | --------- | ---- | --- | ----- | ---- | ------ | -------- | -------- | ------ | ------ |
| ۱    | هلند      | ۳    | ۱   | ۲     | ۰    | ۷      | ۲        | ۵+       | ۵      | صعود   |
| ۲    | مکزیک     | ۳    | ۱   | ۲     | ۰    | ۷      | ۵        | ۲+       | ۵      | صعود   |
| ۳    | بلژیک     | ۳    | ۰   | ۳     | ۰    | ۳      | ۳        | ۰        | ۳      |        |
| ۴    | کرهٔ جنوبی | ۳    | ۰   | ۱     | ۲    | ۲      | ۹        | ۷−       | ۱      |        |

| ۱۳ ژوئن ۱۹۹۸ |     |           |                                           |
| کرهٔ جنوبی    | 1–3 | مکزیک     | ورزشگاه ژرلان، لیون                       |
| هلند         | 0–0 | بلژیک     | ورزشگاه استاد دو فرانس، سن-دنی، سن-سن-دنی |
| ۲۰ ژوئن ۱۹۹۸ |     |           |                                           |
| بلژیک        | 2–2 | مکزیک     | ورزشگاه شابان-دلمس، بوردو                 |
| هلند         | 5–0 | کرهٔ جنوبی | ورزشگاه ولودروم، مارسی                    |
| ۲۵ ژوئن ۱۹۹۸ |     |           |                                           |
| هلند         | 2–2 | مکزیک     | ورزشگاه ژوفروا-گیشار، سن-اتین             |
| بلژیک        | 1–1 | کرهٔ جنوبی | ورزشگاه پارک د پرنس، پاریس                |

### گروه F
| رتبه | تیم                 | بازی | برد | مساوی | باخت | گل زده | گل خورده | گل تفاضل | امتیاز | صلاحیت |
| ---- | ------------------- | ---- | --- | ----- | ---- | ------ | -------- | -------- | ------ | ------ |
| ۱    | آلمان               | ۳    | ۲   | ۱     | ۰    | ۶      | ۲        | ۴+       | ۷      | صعود   |
| ۲    | یوگسلاوی            | ۳    | ۲   | ۱     | ۰    | ۴      | ۲        | ۲+       | ۷      | صعود   |
| ۳    | ایران               | ۳    | ۱   | ۰     | ۲    | ۲      | ۴        | ۲−       | ۳      |        |
| ۴    | ایالات متحده آمریکا | ۳    | ۰   | ۰     | ۳    | ۱      | ۵        | ۴−       | ۰      |        |

| ۱۴ ژوئن ۱۹۹۸        |     |                     |                                    |
| یوگسلاوی            | 1–0 | ایران               | ورزشگاه ژوفروا-گیشار، سن-اتین      |
| ۱۵ ژوئن ۱۹۹۸        |     |                     |                                    |
| آلمان               | 2–0 | ایالات متحده آمریکا | ورزشگاه پارک د پرنس، پاریس         |
| ۲۱ ژوئن ۱۹۹۸        |     |                     |                                    |
| آلمان               | 2–2 | یوگسلاوی            | ورزشگاه بولارت-دللیس، لانس         |
| ایالات متحده آمریکا | 1–2 | ایران               | ورزشگاه ژرلان، لیون                |
| ۲۵ ژوئن ۱۹۹۸        |     |                     |                                    |
| ایالات متحده آمریکا | 0–1 | یوگسلاوی            | ورزشگاه استاد دو لا بوژوار، نانت   |
| آلمان               | 2–0 | ایران               | ورزشگاه استاد دو لا موسون، مون‌پلیه |

### گروه G
| رتبه | تیم      | بازی | برد | مساوی | باخت | گل زده | گل خورده | گل تفاضل | امتیاز | صلاحیت |
| ---- | -------- | ---- | --- | ----- | ---- | ------ | -------- | -------- | ------ | ------ |
| ۱    | رومانی   | ۳    | ۲   | ۱     | ۰    | ۴      | ۲        | ۲+       | ۷      | صعود   |
| ۲    | انگلستان | ۳    | ۲   | ۰     | ۱    | ۵      | ۲        | ۳+       | ۶      | صعود   |
| ۳    | کلمبیا   | ۳    | ۱   | ۰     | ۲    | ۱      | ۳        | ۲−       | ۳      |        |
| ۴    | تونس     | ۳    | ۰   | ۱     | ۲    | ۱      | ۴        | ۳−       | ۱      |        |

| ۱۵ ژوئن ۱۹۹۸ |     |          |                                           |
| انگلستان     | 2–0 | تونس     | ورزشگاه ولودروم، مارسی                    |
| رومانی       | 1–0 | کلمبیا   | ورزشگاه ژرلان، لیون                       |
| ۲۲ ژوئن ۱۹۹۸ |     |          |                                           |
| کلمبیا       | 1–0 | تونس     | ورزشگاه استاد دو لا موسون، مون‌پلیه        |
| رومانی       | 2–1 | انگلستان | ورزشگاه تولوز، تولوز                      |
| ۲۶ ژوئن ۱۹۹۸ |     |          |                                           |
| کلمبیا       | 0–2 | انگلستان | ورزشگاه بولارت-دللیس، لانس                |
| رومانی       | 1–1 | تونس     | ورزشگاه استاد دو فرانس، سن-دنی، سن-سن-دنی |

### گروه H
| رتبه | تیم      | بازی | برد | مساوی | باخت | گل زده | گل خورده | گل تفاضل | امتیاز | صلاحیت |
| ---- | -------- | ---- | --- | ----- | ---- | ------ | -------- | -------- | ------ | ------ |
| ۱    | آرژانتین | ۳    | ۳   | ۰     | ۰    | ۷      | ۰        | ۷+       | ۹      | صعود   |
| ۲    | کرواسی   | ۳    | ۲   | ۰     | ۱    | ۴      | ۲        | ۲+       | ۶      | صعود   |
| ۳    | جامائیکا | ۳    | ۱   | ۰     | ۲    | ۳      | ۹        | ۶−       | ۳      |        |
| ۴    | ژاپن     | ۳    | ۰   | ۰     | ۳    | ۱      | ۴        | ۳−       | ۰      |        |

| ۱۴ ژوئن ۱۹۹۸ |     |          |                                  |
| آرژانتین     | 1–0 | ژاپن     | ورزشگاه تولوز، تولوز             |
| جامائیکا     | 1–3 | کرواسی   | ورزشگاه بولارت-دللیس، لانس       |
| ۲۰ ژوئن ۱۹۹۸ |     |          |                                  |
| ژاپن         | 0–1 | کرواسی   | ورزشگاه استاد دو لا بوژوار، نانت |
| ۲۱ ژوئن ۱۹۹۸ |     |          |                                  |
| آرژانتین     | 5–0 | جامائیکا | ورزشگاه پارک د پرنس، پاریس       |
| ۲۶ ژوئن ۱۹۹۸ |     |          |                                  |
| آرژانتین     | 1–0 | کرواسی   | ورزشگاه شابان-دلمس، بوردو        |
| ژاپن         | 1–2 | جامائیکا | ورزشگاه ژرلان، لیون              |

## مرحله حذفی

### جدول
الگو:یک‌هشتم نهایی

## یک‌هشتم نهایی
| ایتالیا          | ۱–۰    | نروژ |
| ---------------- | ------ | ---- |
| کریستین ویری ۱۸' | Report |      |

| برزیل                                               | ۴–۱    | شیلی             |
| --------------------------------------------------- | ------ | ---------------- |
| سزار سامپایو ۱۱'، ۲۶' · رونالدو ۴۵+۳' (پنالتی)، ۷۲' | Report | مارسلو سالاس ۷۰' |

| فرانسه          | ۱–۰ (و.ا.) | پاراگوئه |
| --------------- | ---------- | -------- |
| لوران بلان '۱۱۴ | Report     |          |

| نیجریه               | ۱–۴    | دانمارک                                                          |
| -------------------- | ------ | ---------------------------------------------------------------- |
| تیجانی بابانگیدا ۷۷' | Report | پیتر مولر ۳' · برایان لادروپ ۱۲' · ابه ساند ۵۸' · توماس هلوگ ۷۶' |

| آلمان                                | ۲–۱    | مکزیک             |
| ------------------------------------ | ------ | ----------------- |
| یورگن کلینزمن ۷۴' · الیور بیرهوف ۸۶' | Report | لوئیس هرناندز ۴۷' |

| هلند                                | ۲–۱    | FR Yugoslavia            |
| ----------------------------------- | ------ | ------------------------ |
| دنیس برکمپ ۳۸' · ادگار داویدس ۹۰+۲' | Report | اسلوبودان کوملینوویچ ۴۸' |

| رومانی | ۰–۱    | کرواسی                   |
| ------ | ------ | ------------------------ |
|        | Report | داور شوکر ۴۵+۲' (پنالتی) |

| آرژانتین                                                                     | ۲–۲ (و.ا.) | انگلستان                                               |
| ---------------------------------------------------------------------------- | ---------- | ------------------------------------------------------ |
| گابریل باتیستوتا ۵' (پنالتی) · خاویر زانتی ۴۵+۱'                             | Report     | آلن شیرر ۹' (پنالتی) · مایکل اوون ۱۶'                  |
| ضربات پنالتی                                                                 |            |                                                        |
| سرژیو برتی · ارنان کرسپو · خوان سباستین ورون · مارچلو گالاردو · روبرتو آیالا | ۴–۳        | آلن شیرر · پل اینس · پل مرسون · مایکل اوون · دیوید بتی |

## یک چهارم نهایی
| ایتالیا                                                                                | ۰–۰ (و.ا.) | فرانسه                                                                  |
| -------------------------------------------------------------------------------------- | ---------- | ----------------------------------------------------------------------- |
|                                                                                        | Report     |                                                                         |
| ضربات پنالتی                                                                           |            |                                                                         |
| روبرتو باجو · دیمیتریو آلبرتینی · الساندرو کاستاکورتا · کریستین ویری · لوئیجی دی بیاجو | ۳–۴        | زین‌الدین زیدان · بیسنته لیزارازو · دیوید ترزگه · تیری آنری · لوران بلان |

| برزیل                       | ۳–۲    | دانمارک                               |
| --------------------------- | ------ | ------------------------------------- |
| ببتو ۱۰' · ریوالدو ۲۵'، ۵۹' | Report | مارتین یورگنسن ۲' · برایان لادروپ ۵۰' |

| هلند                                | ۲–۱    | آرژانتین        |
| ----------------------------------- | ------ | --------------- |
| پاتریک کلایورت ۱۲' · دنیس برکمپ ۹۰' | Report | کلودیو لوپز ۱۷' |

| آلمان | ۰–۳    | کرواسی                                                 |
| ----- | ------ | ------------------------------------------------------ |
|       | Report | روبرت یارنی ۴۵+۳' · گوران ولائوویچ ۸۰' · داور شوکر ۸۵' |

## نیمه‌نهایی
| برزیل                                             | ۱–۱ (و.ا.) | هلند                                                     |
| ------------------------------------------------- | ---------- | -------------------------------------------------------- |
| رونالدو ۴۶'                                       | Report     | پاتریک کلایورت ۸۷'                                       |
| ضربات پنالتی                                      |            |                                                          |
| رونالدو · ریوالدو · امرسون فیریرا دا روسا · دونگا | ۴–۲        | فرانک دی بوئر · دنیس برکمپ · فیلیپ کوکو · رونالد دی بوئر |

| فرانسه                | ۲–۱    | کرواسی        |
| --------------------- | ------ | ------------- |
| لیلیان تورام ۴۷'، ۷۰' | Report | داور شوکر ۴۶' |

## رده‌بندی
| هلند            | ۱–۲    | کرواسی                              |
| --------------- | ------ | ----------------------------------- |
| بودوین زندن ۲۲' | Report | روبرت پروسینچکی ۱۴' · داور شوکر ۳۶' |

## فینال

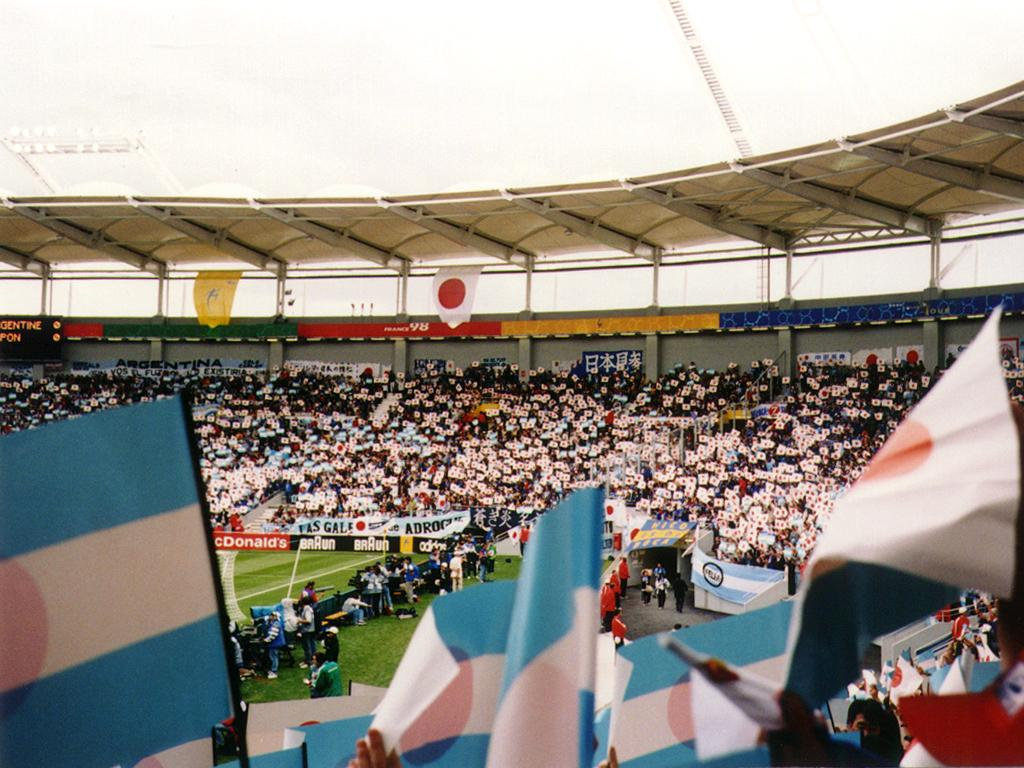
آرژانتین ژاپن

| فرانسه                          | ۳–٠   | برزیل |
| ------------------------------- | ----- | ----- |
| زیدان ۲۷' زیدان ۱+۴۵' پتی ۳+۹۰' | گزارش |       |

## قهرمان
| قهرمان جام‌جهانی ۱۹۹۸   |
| ---------------------- |
| · فرانسه · اولین عنوان |

## جدول گلزنان
۶ گلها
- داور شوکر

۵ گلها
- گابریل باتیستوتا
- کریستین ویری

۴ گلها
- رونالدو
- مارسلو سالاس
- لوئیس هرناندز

۳ گلها
| - ببتو - سزار سامپایو - ریوالدو | - تیری آنری - الیور بیرهوف | - یورگن کلینزمن - دنیس برکمپ |

۲ گلها
| - آریل ارتگا - مارک ویلموتس - روبرت پروسینچکی - برایان لادروپ - آلن شیرر - مایکل اوون - امانوئل پتی - لیلیان تورام - زین‌الدین زیدان | - روبرتو باجو - تئودور ویتمور - ریکاردو پلائز - صلاح‌الدین بصیر - عبدالجلیل حدا - فیلیپ کوکو - رونالد دی بوئر | - پاتریک کلایورت - ویورل مولدووان - شان بارتلت - فرناندو هیرو - فرناندو مورینتس - اسلوبودان کوملینوویچ |

۱ گلها
| - کلودیو لوپز - ماوریسیو پیندا - خاویر زانتی - آندریاس هرتزوگ - تونی پولستر - ایویکا واستیچ - لوک نیلیس - امیل کاستادینوف - پاتریک ام‌بوما - پیر نیانکا - خوسه لوئیس سیرا - له آیدو پرسیادو - روبرت یارنی - ماریو استانیچ - گوران ولائوویچ - توماس هلوگ - مارتین یورگنسن - میشل لادروپ - پیتر مولر - آلن نیلسن - مارک ریپر - ابه ساند - درن اندرتون - دیوید بکهام | - پل اسکولز - لوران بلان - یوری ژورکائف - بیسنته لیزارازو - دیوید ترزگه - آندریاس مولر - مهدی مهدوی‌کیا - حمید استیلی - لوئیجی دی بیاجو - رابی ارل - ماساشی ناکایاما - کواتموک بلانکو - آلبرتو گارسیا آسپه - مصطفی حاجی - ادگار داویدز - مارک اورمارس - پیر فن هویدونک - بودوین زندن - موتیو آدپاجو - تیجانی بابانگیدا - ویکتور ایکپبا - گاربا لاوال - ساندی اولیسه | - ویلسون اروما - دان اگن - هوارد فلو - توره آندره فلو - شیتل رکدال - سلسو آیالا - میگل آنخل بنیتز - خوسه کاردوسو - آدریان ایلی - دن پترسکو - سامی الجابر - یوسف الثنیان - کریگ بورلی - جان کالینز - بنی مک‌کارتی - ها سوئک جو - یو سانگ چول - لوییز انریکه - رائول گونزالس - کیکو - اسکندر سویح - برایان مک‌برای - سینیشا میهایلوویچ - پردراگ میاتوویچ - دراگان استویکوویچ |

گل به خودی
- یوسف شیبو (برای نروژ)
- تام بوید (برای برزیل)
- پی‌یر عیسی (برای فرانسه)
- سینیشا میهایلوویچ (برای آلمان)